# Rýdeč
Rýdeč (deutsch: Ritschen) ist ein Ortsteil der Gemeinde Malečov im Okres Ústí nad Labem in Tschechien. Das Straßendorf liegt im Böhmischen Mittelgebirge zwischen dem Nordhang des Spitzberges und dem Südhang des Steinberges. 

## Geschichte
Ende des 19. Jahrhunderts war Ritschen eine bekannte Sommerfrische. Der alte Straßenort wurde schon vor 1250 genannt. Im Jahr 1787 gab es dort 50 Häuser und 1930 54 Häuser mit 274 deutschen und 1 tschechischen Einwohner. 1991 hatte der Ort 56 Einwohner. Im Jahre 2001 bestand das Dorf aus 36 Wohnhäusern, in denen 76 Menschen lebten. Heute (2005) werden die Bauernhäuser vor allem von der Stadtbevölkerung als Freizeitobjekte in Anspruch genommen.

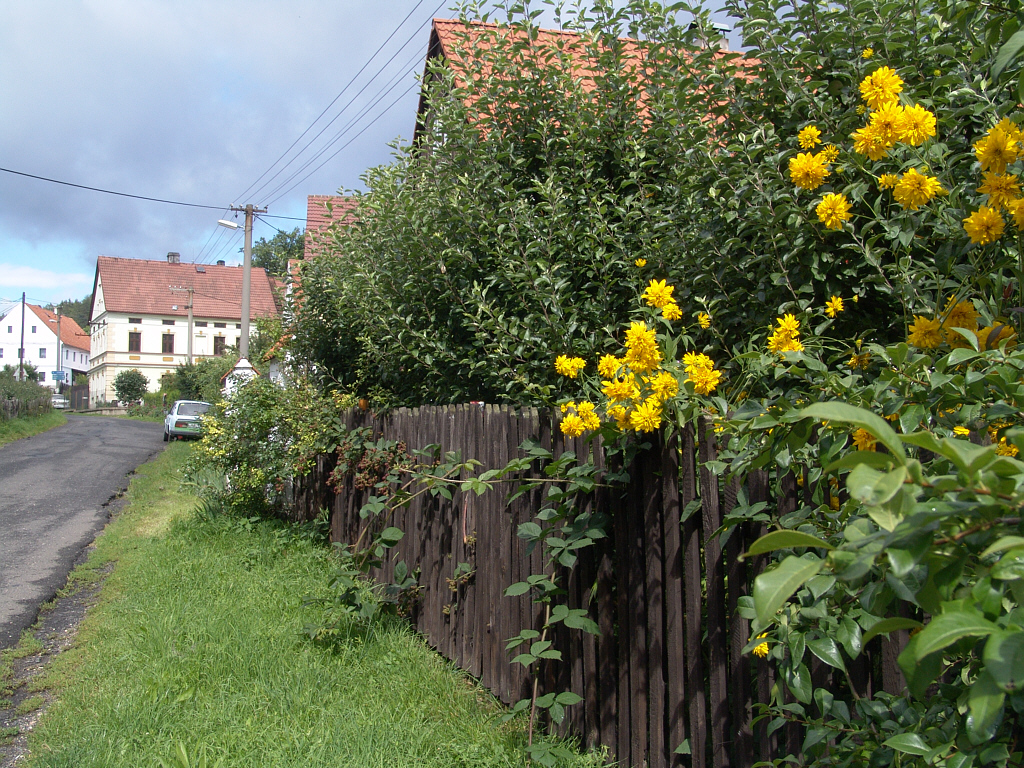
Das Straßendorf Ritschen